# Füzesdbogara

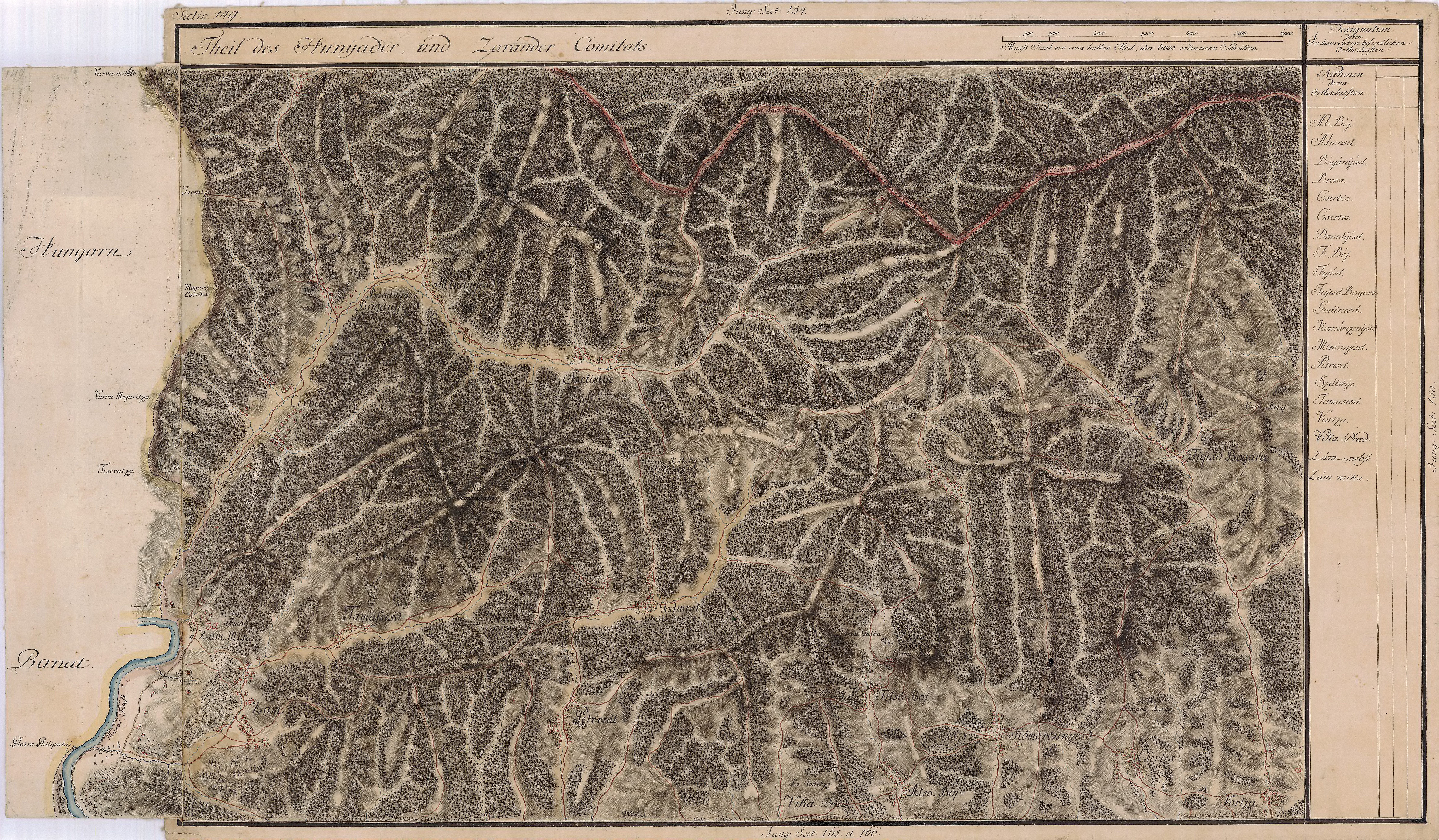
Füzesdbogara egy régi térképen

Füzesdbogara románul: Valea Poienii, falu Romániában, Erdélyben, Hunyad megyében.

## Fekvése
Az Erdélyi-érchegységben, Illyétől északkeletre fekvő település.

## Népessége
1850-ben 580 lakosából 532 román, 48 cigány, 1880-ban 596 lakosából 575 román, 6 magyar, 2 német, 1910-ben 658 lakosából 655 román, 3  magyar, 1992-ben pedig 266 román lakosa volt.

## Története
Füzesdbogara, Bogara nevét 1518-ban p. Fwyesd néven említette először oklevél. 1733-ban Begara, 1760–1762 között Füzes-Bagara, 1808-ban Bagara (Fujesd-) ~ Fügesdbagara ~ Füjesdbagara, Fujeda, 1861-ben Főjesbogara, 1888-ban Füzes-Bogara (Begáre), 1913-ban Füzesdbogara néven írták.
1576-ban Bethlen Farkas, később pedig Bethlen Gábor dévai uradalmához tartozott.
A trianoni békeszerződés előtt Hunyad vármegye Marosillyei járásához tartozott.